# Château de Cazelles
Le château de Cazelles est un château-fort situé à Livers-Cazelles, dans le Tarn en région Occitanie.

## Historique
Construit au XIIIe siècle, le château de Cazelles était un système de défense avancée (une sorte de tour de guet) pour la puissante ville de Cordes-sur-Ciel. Il ne reste aucune trace du propriétaire du château à l'époque. En 1395, le vicomte de Paulin, Pierre de Rabastens, vend le château à l'argentier du duc de Berry, un certain noble de Cordes, Jean-Molinier de Rozet. On trouve encore la famille de Rozet détentrice du château en 1545. Néanmoins, il passe vraisemblablement dans la famille de Cahuzac, car en 1630, on trouve François de Cahuzac propriétaire du bien. Sa fille héritière, Suzanne de Lafon de Feneyrols, se marie avec un membre de la famille de Cadrieu. En 1724, le château est revendu à un riche notable de la ville de Monestiès. 
Sans être vendu comme bien national à la Révolution, le château devient finalement centre d'une exploitation agricole en 1798. À partir des années 1960, le château a été restauré.

## Architecture
Le château de Cazelles est doté d'une énorme tour carrée de 1,30m d'épaisseur de murs, surmontée d'un hourd en saillie. Les bases de cette tour sont les plus anciennes du château, et sont datées du XIIIe siècle. Le bas de la construction est aveugle, et avant l'installation d'un escalier, la montée se faisait à l'échelle. On trouve treize pièces dans cette bâtisse, toutes possédant sa propre cheminée. Les corps-de-logis du XVe siècle forment une cour intérieur en s'articulant avec cette tour, complétée par une courtine surmontée d'une galerie[réf. souhaitée]. Avant la transformation en ferme, ces habitations étaient décorés de peintures aujourd'hui disparue.
Un pigeonnier se trouve dans le champ voisin.